# ヒメナガメ
ヒメナガメ（姫菜亀、Eurydema dominulus）はカメムシ目カメムシ科の昆虫の一種である。ナガメより小型で、アブラナ科の植物の汁を吸う。学名Eurydema pulchra (Westwood 1837) はシノニム。

## 性質
成虫は橙地に黒の紋（逆に言えば黒地に橙の条紋）を持つ。ナガメより模様が複雑である。胸部の黒紋はナガメには左右2つしかないが、ヒメナガメは前方に2つ、後方に4つが横に並んで計6つある。腹部背面の紋もヒメナガメのほうが複雑である。幼虫は外見から区別し難いほど似ている。
幼虫・成虫ともにアブラナ科の植物を食草とする。セイヨウアブラナ、ダイコン、キャベツ、カブ、ノザワナ、ハクサイ、コマツナ、カラシナ、ワサビのような野菜や、タネツケバナ、ナズナ、グンバイナズナ、イヌガラシ、コンロンソウのような様々な野草を含む。
長野県伊那市の高遠での調査では、ヒメナガメは成虫で越冬し、年に3回発生する。

## 分布
本州、四国、九州、台湾、中国、東南アジア。インド、オーストラリア（クインズランド）にも分布する。ナガメより気温が高い地方に寄るが、重なる場所では混生していることが多い。

## 人間との関わり
ナガメとともにアブラナ科の野菜の汁を吸う害虫である。被害を受けた葉には小さな白い班が生じ、数が多いとしおれて枯れる。